# 罗密欧·贝尔蒂尼
罗密欧·贝尔蒂尼（義大利語：Romeo Bertini，1893年4月21日—1973年8月29日），意大利男子田径运动员，主攻长跑。他曾代表意大利参加1924年和1928年夏季奥林匹克运动会田径比赛，获得男子马拉松银牌。